# Lena Frier Kristiansen
Lena Frier Kristiansen (Randers, 12 de marzo de 1983) es una deportista danesa que compitió en bádminton, en la modalidad de dobles.
Ganó dos medallas en el Campeonato Europeo de Bádminton, oro en 2008 y bronce en 2006.

## Palmarés internacional
| Campeonato Europeo | Campeonato Europeo       | Campeonato Europeo | Campeonato Europeo |
| Año                | Lugar                    | Medalla            | Prueba             |
| ------------------ | ------------------------ | ------------------ | ------------------ |
| 2006               | Den Bosch (Países Bajos) | Medalla de bronce  | Dobles             |
| 2008               | Herning (Dinamarca)      | Medalla de oro     | Dobles             |